# Je ne me laisserai plus faire
Pour plus de détails, voir Fiche technique et Distribution.
Je ne me laisserai plus faire est un téléfilm français écrit et réalisé par Gustave Kervern et diffusé pour la première fois le 29 novembre 2024 sur Arte.
Cette comédie dramatique, en forme de road-movie en France contemporaine, est une coproduction des Films du Worso et Arte,, réalisée avec le soutien de la région Hauts-de-France.
Le réalisateur Gustave Kervern reçoit le prix de la meilleure réalisation au Festival de la fiction de La Rochelle en septembre 2024,,,.

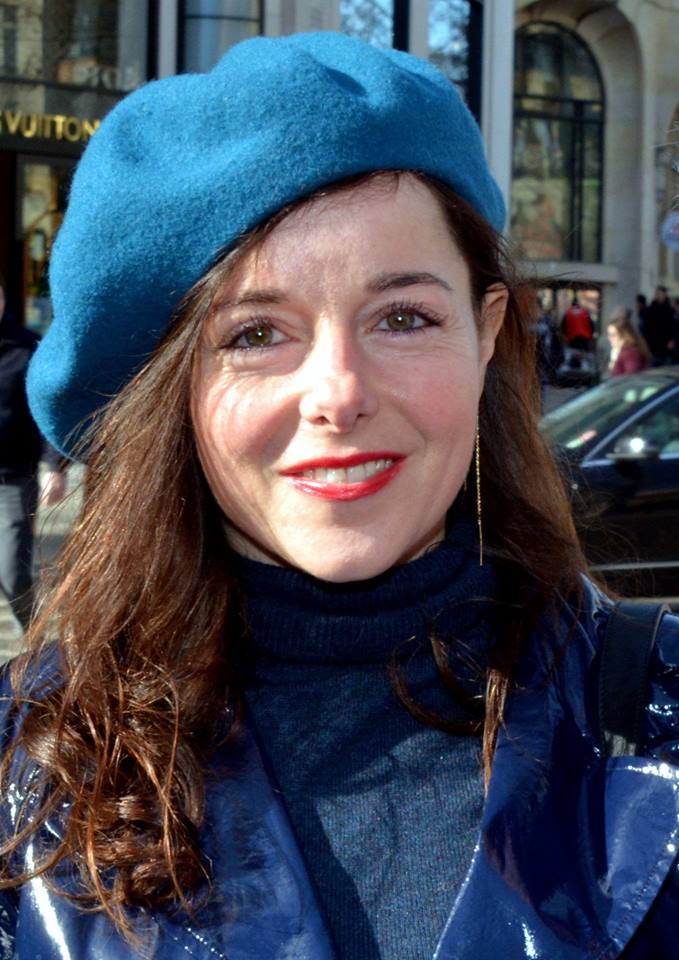
Laure Calamy.

## Synopsis
Anticipant l'expulsion de son Ehpad après la mort de son fils et unique soutien, Émilie, septuagénaire rebelle, décide de se venger de tous ceux qui lui ont fait du mal. Au cours de ce voyage qui l'amène à trancher dans le vif pour redresser les torts, Émilie est rejointe par Linda, une femme de ménage avec qui elle a tissé des liens étroits. Elle aussi, n’ayant plus rien à perdre, entre en guerre contre ceux qui l’ont maltraitée, méprisée et haïe. Bientôt, ces deux comparses sont traquées par un binôme de policiers…

## Fiche technique
Sauf indication contraire, les informations mentionnées dans cette section peuvent être confirmées par la base de données cinématographiques Allociné,  présente dans la section « Liens externes ».
- Titre français : Je ne me laisserai plus faire
- Réalisation : Gustave Kervern[1]
- Scénario : Gustave Kervern[1]
- Musique : Thibault Deboaisne[1]
- Photographie : Hugues Poulain[1]
- Montage : Anny Danché[1]
- Décors : Jimmy Vansteenkiste[1]
- Son : Matthieu Michaux[1]
- Production : Sylvie Pialat et Benoît Quainon[1]
- Sociétés de production : Les Films du Worso et Arte[1]
- Pays de production :  France
- Langue originale : français
- Format : couleur
- Genre : Comédie dramatique[2]
- Durée : 98 minutes
- Date de projection en festival :
  - Festival de la fiction de La Rochelle : 12 septembre 2024[1]
- Date de première diffusion en télévision : 29 novembre 2024 sur Arte

## Distribution
- Yolande Moreau : Émilie
- Laure Calamy : Lynda
- Anna Mouglalis : Valérie, la policière
- Raphaël Quenard : le policier
- Jonathan Cohen : Tony
- Marie Gillain : la belle-fille
- Aurélia Petit : Madame Gabino
- Alison Wheeler : la directrice
- Philippe Duquesne : Cédric Fostinelli
- Olivier Saladin : Etienne
- Joseph Dahan : Arnaud Lemoigne
- Corinne Masiero : la femme siège bébé
- Pierre-Yves Chapalain : le chauffeur de taxi
- Jean-Benoît Ugeux : employé agence location
- Olivier Broche : le concessionnaire
- Francis Kuntz : le commissaire
- Frédéric Maranber : Monsieur Helno
- Jean-Louis Barcelona : l'ouvrier dégât des eaux
- Gervais Martel : un résident de l'Ehpad en fauteuil roulant
- Benjamin Clery : le maître de cérémonie
- Yona Kervern : Edith
- Eliot Hautreux : Philippe
- Fabrice Villé : le flic voiture
- Marie-France Dejardin : la dame chambre Émilie
- Isabelle Foldi : la patronne du bar policier
- Khadija Lachhab : la jeune femme de l'accueil

## Production

### Genèse et développement
Gustave Kervern assure le scénario et la réalisation.
Après avoir remporté le prix de la meilleure réalisation au Festival de la fiction de La Rochelle 2024, il déclare : « Je suis un autodidacte, ce qui prouve que l'on peut réaliser à partir de rien ! C'est mon premier téléfilm, je pensais que la télé était le 32e art derrière la pyrogravure mais elle a rattrapé voire dépassé le cinéma ».
La production est assurée par Sylvie Pialat et Benoît Quainon pour Les Films du Worso.

## Accueil

### Distinction
- Festival de la fiction de La Rochelle 2024 : prix de la meilleure réalisation pour Gustave Kervern[3],[4],[5],[6]

### Accueil critique
Pour le jury du Festival de la fiction de La Rochelle, le téléfilm est un « revenge movie galvanisant, qui célèbre la réappropriation de dignité piétinée et l'art de déployer un point de vue politique à travers une mise en scène malicieuse et généreuse ».